# Langetermijnpotentiëring

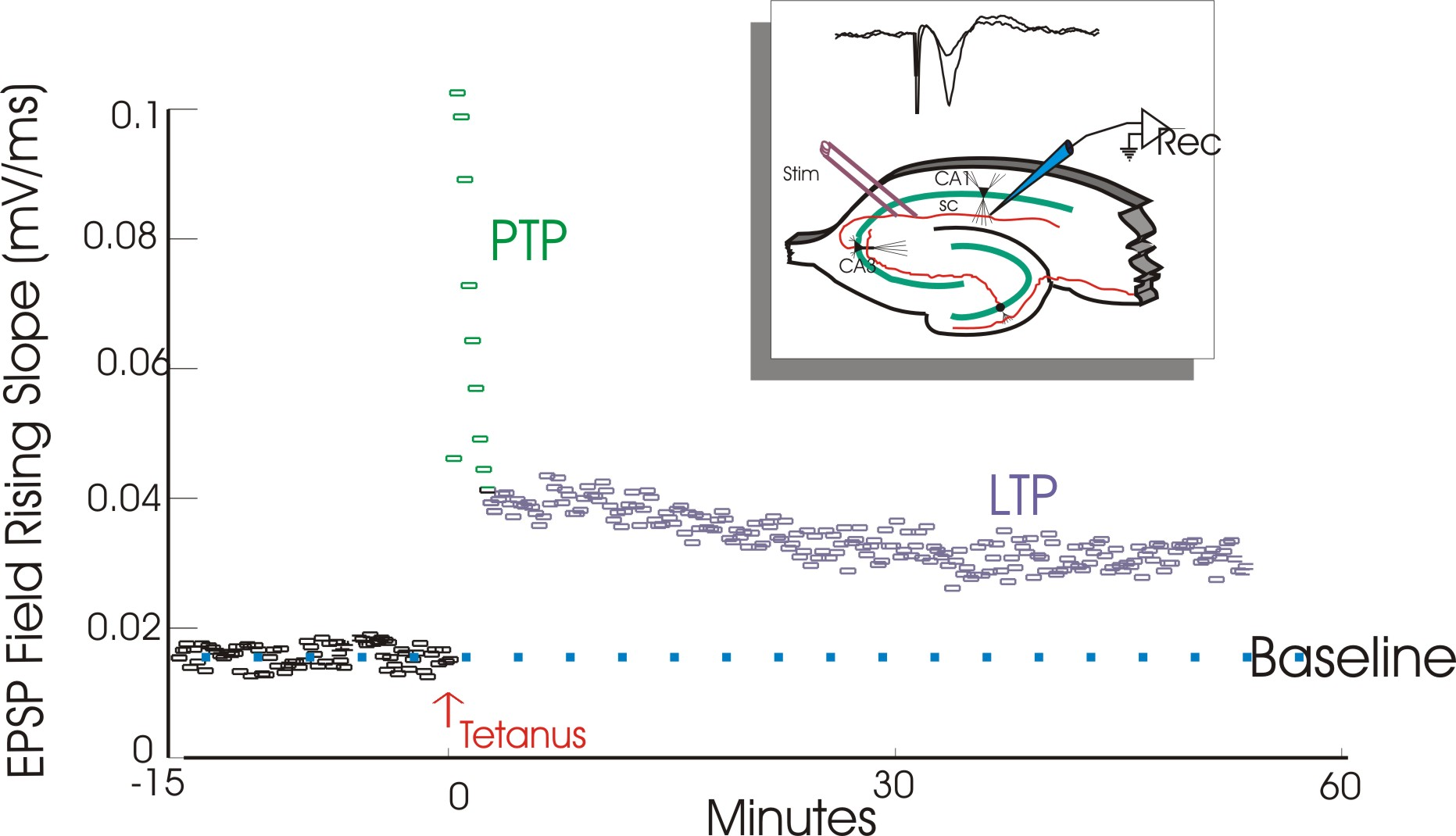
Een voorbeeld van een LTP-experiment. Deze opname is gemaakt in de hippocampus van een rat. De linker elektrode is de stimulerende elektrode, de rechter is de meetelektrode. De grafiek laat de potentiaal zien voor de stimulus (zwarte blokjes), de potentiaal direct na de stimulus (groene blokjes), en de potentiaal in de periode van 3 tot 60 minuten post-stimulus (blauwe blokjes).

Langetermijnpotentiëring (LTP) is een langdurige verhoging van doeltreffendheid van een synaps. LTP impliceert een versterking van de synaptische verbinding tussen twee neuronen door gelijktijdige activatie van het presynaptische en postsynaptische neuron. Het wordt gezien als een elektrofysiologische manifestatie van het principe van synaptische versterking dat door Donald Hebb voor het eerst is beschreven. De biologische mechanismen achter langetermijnpotentiëring zijn nog niet geheel duidelijk, maar men neemt aan dat het bijdraagt aan synaptische plasticiteit bij dieren en mensen. Veel theorieën betreffende het leren zien langetermijnpotentiëring en het tegengestelde process langetermijndepressie als de cellulaire basis van leren en geheugen.
LTP werd in 1966 ontdekt door Terje Løme en is sindsdien een populair onderwerp in het neurowetenschappelijk onderzoek.
In een experimentele opstelling kan men korte, hoogfrequente elektrische prikkels toedienen aan de synaps van een neuron. Deze prikkels, ook wel stimuli genoemd, kunnen de synaps sterker maken, potentiëren. Dit effect duurt van enkele minuten tot urenlang. In cellen vindt spontaan LTP plaats, het effect daarvan kan zelfs jaren aanhouden. In een experimentele opstelling kan het worden opgeroepen door in de hippocampus van proefdieren op de collateraal van Schaffer een sterke puls aan te bieden. Deze verschaft input aan de piramidecellen in veld CA1 van de Ammonshoorn (zie ook hippocampus). LTP kan gemeten worden in de vorm van een exciterende postsynaptische potentiaal (EPSP) in CA1.

## De rol van NMDA-receptoren
Het mechanisme achter LTP berust op specifieke eigenschappen van zogeheten NMDA (N-methyl-D-aspartaat)-receptoren. Deze vinden we in veld CA1 en in de gyrus dentatus van de hippocampus. NMDA-receptoren hebben namelijk als bijzondere eigenschap dat zij reageren op een conjunctie (samengaan) van twee factoren, depolarisatie van de postsynaptische membraan en het vrijkomen van glutamaat in de presynaptische membraan. Normaal zijn deze receptoren geblokkeerd door magnesiumionen. De blokkade blijft gehandhaafd als glutamaat uit de boutons terminaux (eindknopjes) van het presynaptische neuron zich bindt met de receptor. Pas als de postsynaptische membraan is gedepolariseerd door de krachtige puls (of hoogfrequente pulsentrein), wordt de blokkade door magnesium opgeheven, waardoor calciumionen (die een kritieke rol spelen bij het tot stand komen van synapspotentiëring) vrij kunnen binnenstromen.

## Ca2+ en biochemische veranderingen in de postsynaptische cel
Het is thans niet geheel duidelijk welke biochemische veranderingen die volgen op de verhoogde concentratie calcium in de postsynaptische cel leiden tot LTP vorming en op welke manier. Er zijn wel sterke aanwijzingen dat een aantal proteïne kinases een belangrijke rol spelen bij de moleculaire mechanismen van LTP, met name voor α-calcium-calmodulin-afhankelijke proteïnekinase II (CaMKII).

## Associatieve LTP

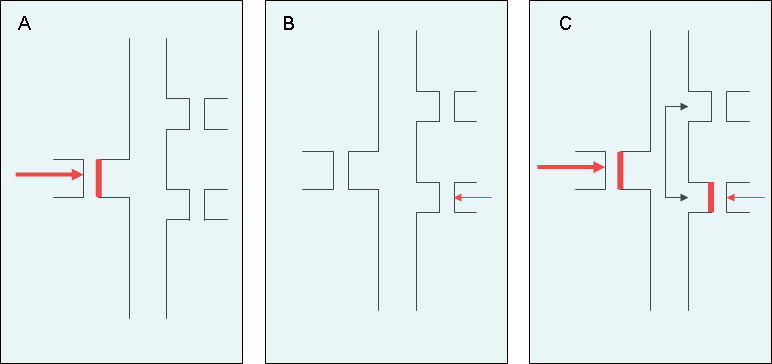
Schematisch voorbeeld van assocatieve LTP. A: sterke puls leidt to potentiëring van de synaps. B: zwakke puls is niet effectief. C: zwakke puls wel effectief door depolarisatie van de postsynaptische membraan door sterke puls

Een bijzonder geval van LTP is associatieve LTP. Hierbij wordt een associatie gevormd tussen twee prikkels, bijvoorbeeld een zwakke en een sterke puls, die gelijktijdig of kort na elkaar op verschillende locaties van de presynaptische membraan worden aangeboden. Normaal gesproken zal alleen de sterke puls (of pulsentrein) leiden to depolarisatie (vuren) van cellen in CA1. Als echter een zwakke puls gelijktijdig met (of kort na) de sterke puls wordt aangeboden, blijkt ook de reactie op de zwakke puls versterkt te worden: blijkbaar is nu ook de synaps van de zwakke puls gepotentieerd. Het mechanisme hierachter berust wederom op de specifieke eigenschappen van de NMDA-receptoren. Door de eerder aangeboden pulsentrein verkeert namelijk de postsynaptische membraan nog in een gedepolariseerde toestand, waardoor het glutamaat in de synaps van de zwakke puls de magnesiumblokkade zal opheffen en calcium kan instromen.